# グロース
グロース（英語: gulose, Gul）は、アルドヘキソースの一つ。自然界では極めて稀な単糖であるが、古細菌、細菌、真核生物で発見されている。水に溶け、メタノールにもわずかに溶ける。D-型もL-型も酵母では発酵しない。
D-グロースはD-ガラクトースの3位のエピマーで、L-マンノースの5位のエピマーである。
フィッシャー投影式で書くと、リガンドの向きがグルコースとちょうど逆向きになる。そのため、グルコース (glucose) の名前をひっくり返して命名されたといわれている (Glucose → Gulose)。
水溶液中では異性化を起こし、環状構造との混合物となる（変旋光）。平衡状態に達したときに最も存在比が高いのは β-ピラノース体である。